# Leones Fútbol Club
Maillots
Dernière mise à jour : 26 juillet 2022.
Le Itagüí Leones Fútbol Club, couramment appelé Leones FC ou Itagüí Leones, est un club colombien de football, basé d'abord à Rionegro puis depuis 2016 à Itagüí. Le club est créé en 1944 sous le nom de Deportivo Rionegro, il est membre fondateur de la deuxième division colombienne lors de sa création en 1991 et y séjourne jusqu'en 2017, année de la montée en première division, mais y retourne en 2019.

## Histoire

### Deportivo Rionegro
Le club fondé en 1944 était pensionnaire de la deuxième division colombienne et frôla de peu la montée en première division comme en 2001 et 2008, où malgré un titre de vice-champion de Primera B il échoue lors des barrages de montée. En 2012, Rionegro est en finale du tournoi de clôture mais perd contre Alianza Petrolera. La saison suivante, le club est de nouveau en finale de clôture et perd aux tirs au but contre Fortaleza FC. En 2014, Rionegro est de nouveau en finale du tournoi de clôture et échoue de nouveau, cette fois contre Deportes Quindío.

### Leones Fútbol Club
En 2014, le club change de nom et s'installe à Bello, puis début 2015 à Turbo puis finalement en 2016 à Itagüí. En 2017, le Leones FC devient champion du tournoi de clôture et est promu en Primera A. Pour sa première saison en première division, le Leones FC termine deux fois à la dernière place lors du tournoi d'ouverture comme lors du tournoi de clôture, ce qui signifie un retour en Primera B en 2019.

## Joueurs notables
- Iván Córdoba
- René Higuita
- Néider Morantes